# Pontificia facoltà teologica San Bonaventura
La Pontificia facoltà teologica San Bonaventura (lat. Pontificia Facultas Theologica S. Bonaventurae) - Seraphicum - è un istituto di studi superiori dell'Ordine dei frati minori conventuali per l'insegnamento della teologia. È stata eretta il 24 gennaio 1905 nel collegio di San Bonaventura di Roma.

## Storia
Il collegio di San Bonaventura di Roma, conosciuto anche col nome "pontificio collegio sistino" fu fondato il 18 dicembre 1587 e deriva dagli antichi Studi generali universitari dell'ordine dei frati minori conventuali, detti poi, appunto, collegi.
Il Seraphicum fu fondato da papa Sisto V con la costituzione apostolica Ineffabilis divinae Providentiae presso la casa generalizia dell'Ordine, il convento dei Santi XII Apostoli, prescrivendo, in particolare lo studio del pensiero di san Bonaventura. In seguito alle soppressioni degli enti ecclesiastici, susseguenti all'Unità d'Italia, nel 1873 il collegio interruppe l'attività accademica, ma, comunque non fu mai soppresso canonicamente.
Nel 1894, quindi, fu eretto nella zona del Velabro il nuovo collegio serafico internazionale, al quale nel 1905 fu annessa la facoltà teologica con rescritto del pontefice Pio X. Con decreto della sacra congregazione dei seminari e delle università degli studi del 13 giugno 1935 alla facoltà fu dato il titolo di "pontificia", che poi con decreto del 13 gennaio 1955 prese la denominazione di "Pontificia facoltà teologica San Bonaventura".

## Nuova sede
La nuova sede della facoltà, aperta nel gennaio 1964 congiuntamente al collegio internazionale Seraphicum nella zona di EUR-Tre Fontane, veniva inaugurata l'11 ottobre dello stesso anno. Dal 1973, è consentito l'accesso ai corsi e gradi accademici della facoltà anche agli studenti esterni, ecclesiastici e laici. Gli statuti della facoltà furono approvati il 19 dicembre 1986.

### Biblioteca
Per gli studenti al Seraphicum è disponibile (dal lunedì al sabato) una biblioteca con circa trecentomila volumi. Il patrimonio librario comprende i titoli di materie giuridiche, morali, storiche, musicali e teologiche.

### Corsi e convegni
Nel giugno 2021 presso la Pontificia facoltà teologica San Bonaventura sono stati attivati due corsi di alta formazione universitaria: Fratelli tutti. L’Enciclica di Papa Francesco sulla fraternità e l’amicizia sociale e Giornalismo ed etica.
Di tanto in tanto, il Seraphicum organizza incontri scientifici e simposi tematici. Nel giugno 1986 si tenne un simposio sull'eredità di san Massimiliano Kolbe, la quale "ha lasciato all'Ordine e alla Chiesa". Nell'ottobre 2005, in occasione del centenario della facoltà, si è tenuto un altro simposio giubilare sull'eredità della facoltà e le sue prospettive future.

### Editoria
In seno al collegio è redatta la rivista Miscellanea Francescana, divenuta l'organo ufficiale della facoltà dal 1931. Oltre alla rivista vi è la casa editrice "Miscellanea Francescana" con la collana dei "Maestri Francescani" e i "Quaderni Francescani".

### Casa per ferie
Presso la Pontificia facoltà teologica si trova Casa per ferie Seraphicum. Questa casa francescana offre alloggio ai numerosi partecipanti dei convegni e simposi organizzati nel Seraphicum, e - naturalmente - ai diversi pellegrini, che vengono a visitare Roma.

## Galleria d'immagini

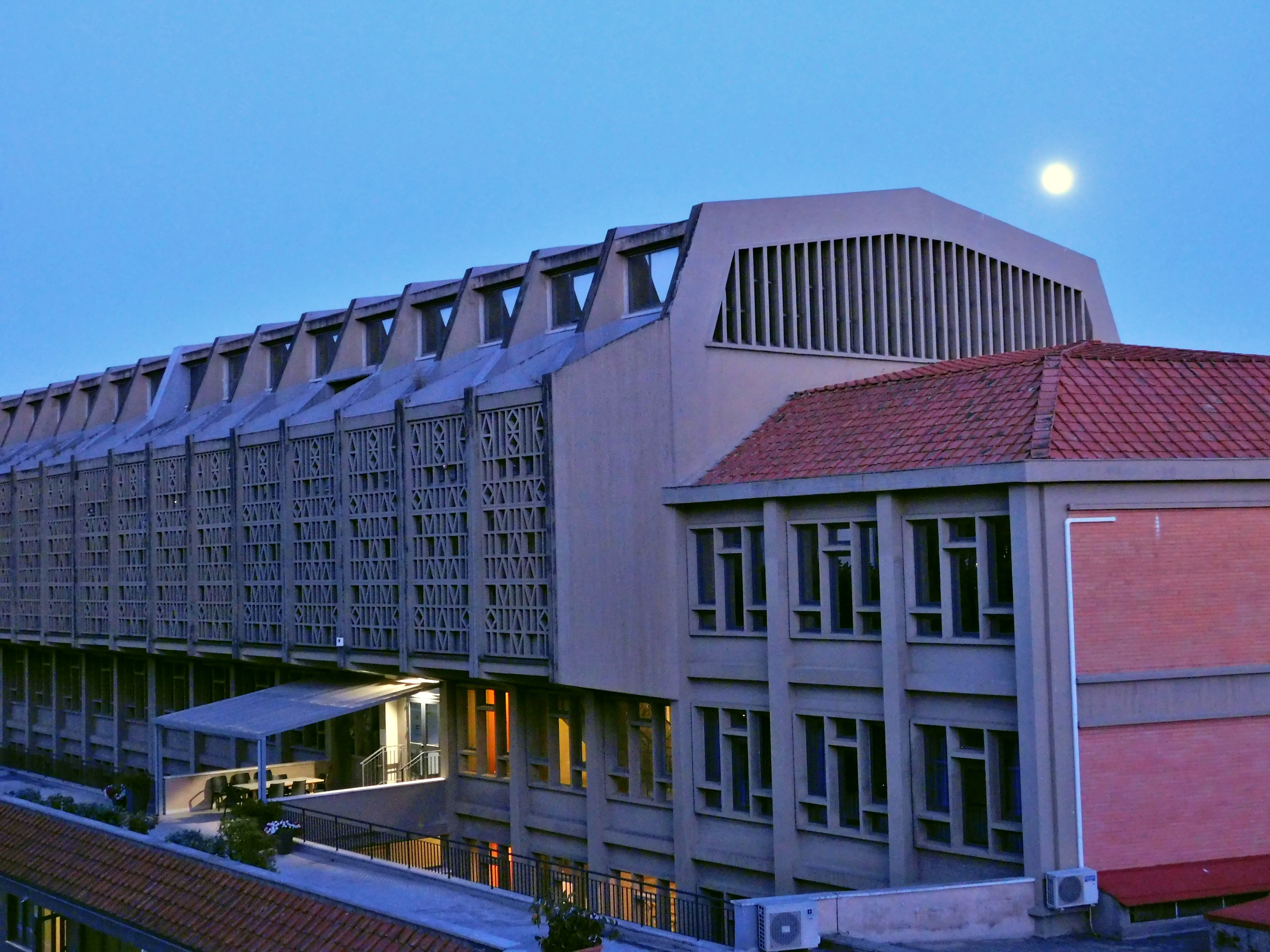
Seraphicum, edificio al tramonto
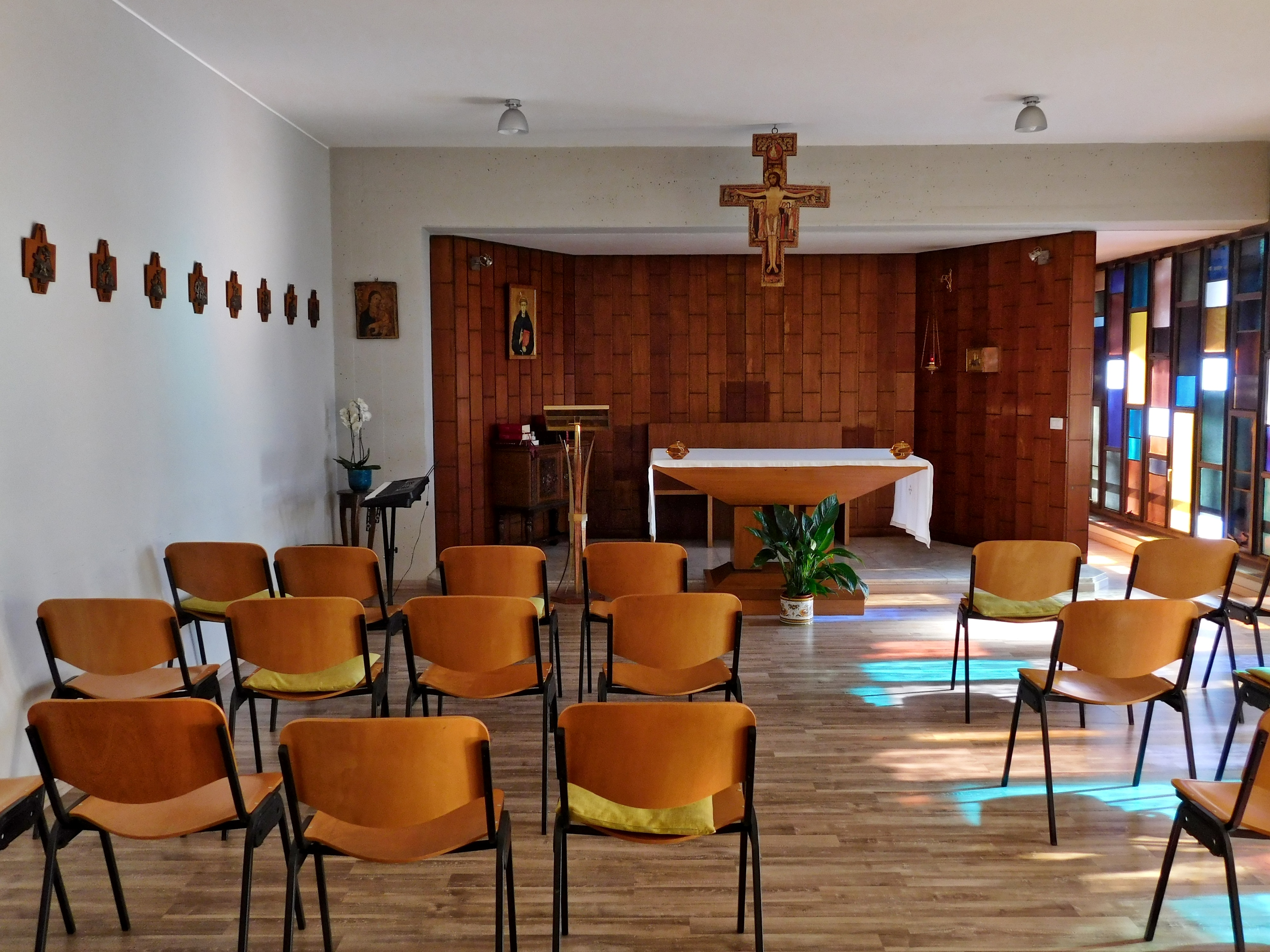
Cappella di san Antonio
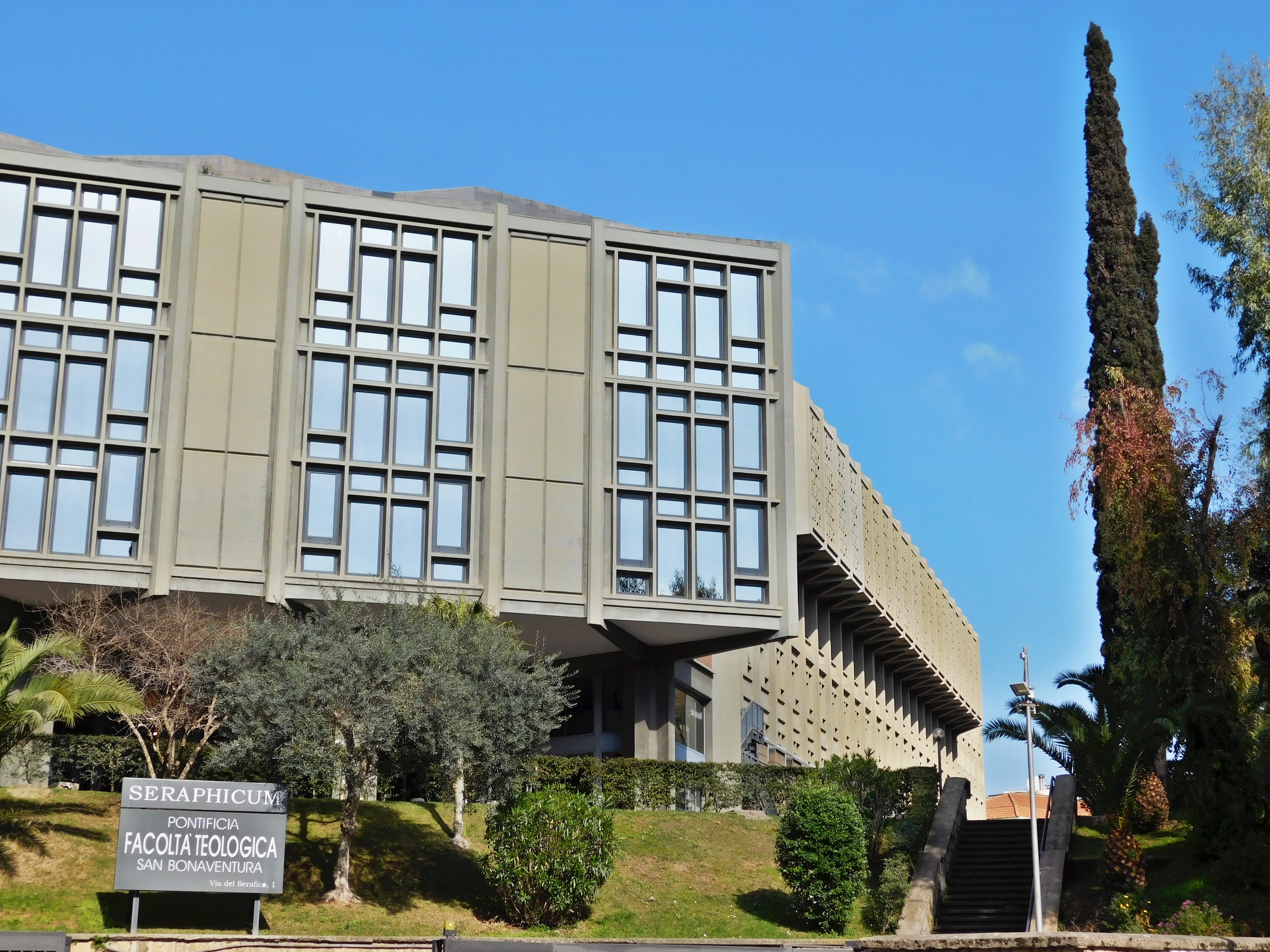
Collegio Seraphicum
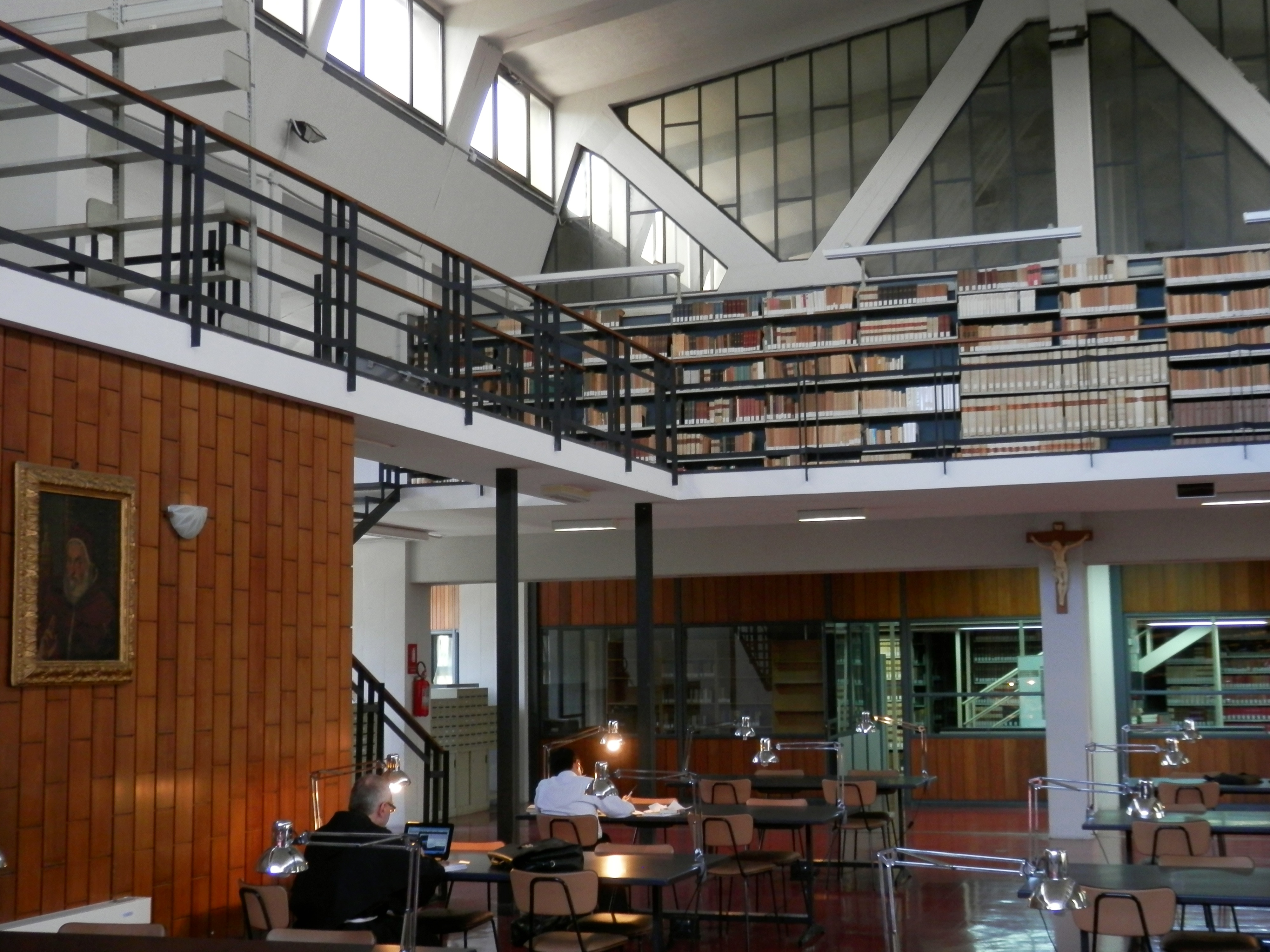
Biblioteca, sala di lettura
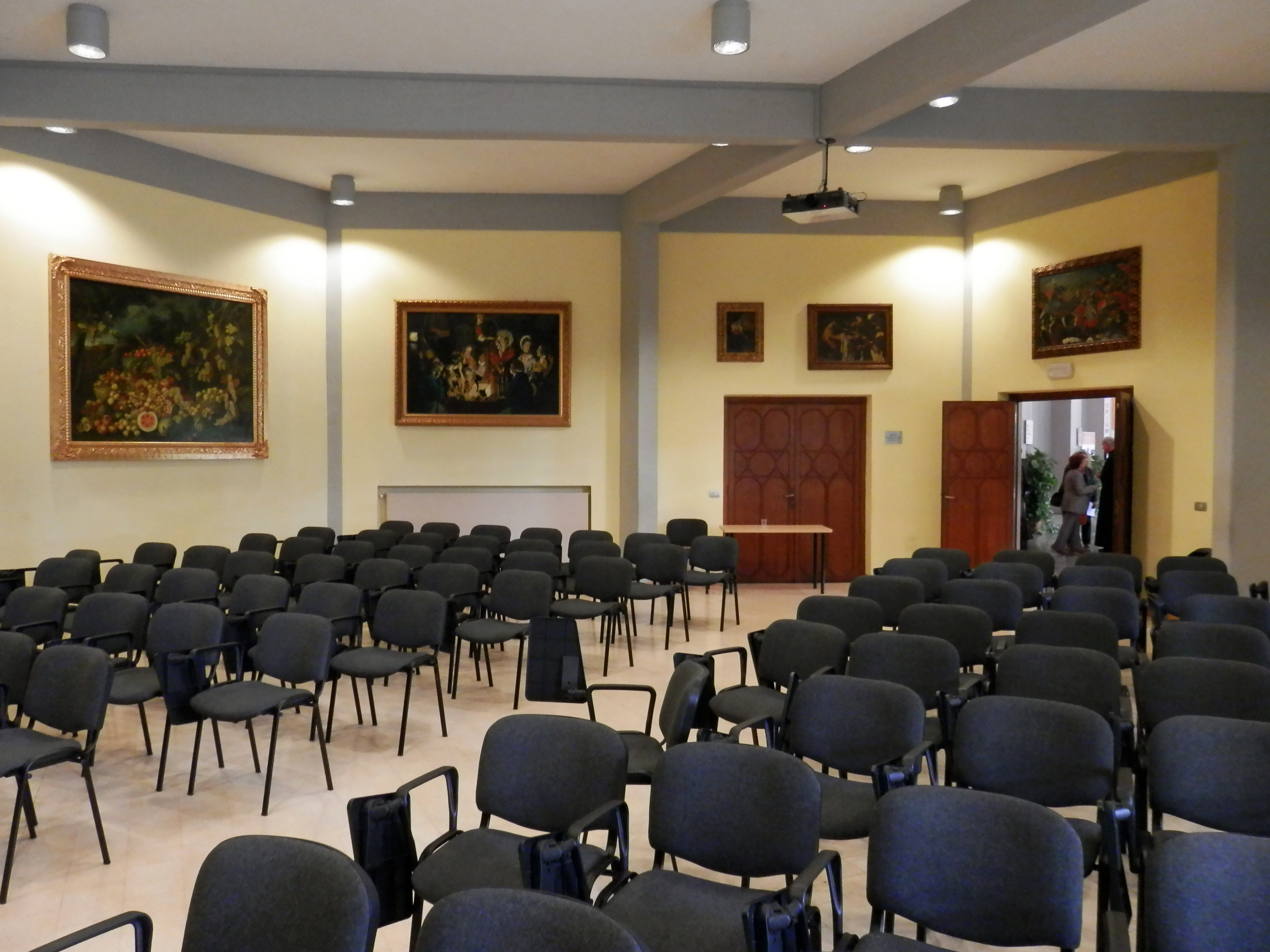
Sala Sisto V

## Gran cancellieri
- Joachim Giermek (2001-2007)
- Marco Tasca (2007-2019)
- Carlos Alberto Trovarelli (dal 2019)

## Presidi
- Orlando Todisco (?-2005)
- Zdzisław Józef Kijas (2005-2010)
- Domenico Paoletti (2010)
- Dinh Anh Nhue Nguyen (2016-2021)
- Raffaele Di Muro (dal 2021)